# Чемпіонат Москви із шахів
У таблиці наведено переможців чемпіонатів Москви.
- Від 1914 до 1918 року чемпіонати Москви не проводились.

## 1899 — 1913
Чемпіонати Москви до Першої світової війни проходили не регулярно і їх не вважали офіційними змаганнями. Кількість учасників була малою.
| № | Рік  | Чемпіон(и)                    | Результат | Система турніру |
| - | ---- | ----------------------------- | --------- | --------------- |
| 1 | 1899 | Олександр Соловцов            |           | Матч            |
| 2 | 1900 | Володимир Ненароков           | 7 із 10   | кругова         |
| 3 | 1901 | Олексій Гончаров Рафаїл Фальк | 7 із 9    | кругова         |
| 4 | 1902 | Володимир Боярков             | 4,5 із 5  | кругова         |
| 5 | 1908 | Володимир Ненароков           | 7,5 із 12 | кругова         |
| 6 | 1909 | Олексій Гончаров              |           | кругова         |
| 7 | 1911 | Йосип Бернштейн               | 13 із 14  | кругова         |
| 8 | 1913 | Петро Йорданський             |           | Матч            |

## 1919 — 1991
У 1921 — 1924 роках Микола Григор'єв добровільно відстоював звання чемпіона в матчах.
| №  | Рік     | Чемпіон(и)                                            | Результат                                                   | Система турніру |
| -- | ------- | ----------------------------------------------------- | ----------------------------------------------------------- | --------------- |
| 1  | 1919/20 | 1. Олександр Алехін (поза конкурсом) 2. Микола Греков | 11 із 11 8 із 11                                            |                 |
| 2  | 1920/21 | Йосип Цукерман                                        | 8½ із 12 (+ − =)                                            |                 |
| 3  | 1921/22 | Микола Григор'єв                                      | 13½ із 16 (+ − =)                                           |                 |
|    | 1922    | Володимир Ненароков                                   | 7 із 11 (+7 −3 =2)                                          | Матч            |
| 4  | 1922/23 | Микола Григор'єв                                      | 9 із 10 (+ − =)                                             |                 |
|    | 1923    |                                                       | 6½ із 13 (+5 −5 =3)                                         | Матч            |
|    |         |                                                       | 5 із 10 (+5 −5 =0)                                          | Матч            |
| 5  | 1924    | Микола Григор'єв                                      | 14½ із 16 (+ − =)                                           |                 |
|    |         |                                                       | 8 із 14 (+6 −4 =4)                                          | Матч            |
| 6  | 1925    | Олександр Сергєєв                                     | 13 із 17 (+9 −0 =8)                                         | Кругова         |
| 7  | 1926    | Абрам Рабінович                                       | 12½ із 17 (+9 −1 =7)                                        | Кругова         |
| 8  | 1927    | Микола Зубарєв                                        | 10½ із 15 (+ − =)                                           |                 |
| 9  | 1928    | Борис Верлинський                                     | 13½ із 17 (+13 −3 =1)                                       | Кругова         |
| 10 | 1929    | Василь Панов                                          | 11½ із 14 (+ − =)                                           |                 |
| 11 | 1930    | Микола Зубарєв                                        | 13 із 17 (+ − =)                                            |                 |
| 12 | 1931    | Микола Рюмін                                          | 10½ із 12 (+ − =)                                           |                 |
| 13 | 1932    | Сергій Белавенець П. Лебедєв С. Орлов                 | 7 із 9 (+ − =) 7 із 9 (+ − =)                               |                 |
| 14 | 1933/34 | Микола Рюмін                                          | 15 із 19 (+12 −1 =6)                                        | Кругова         |
| 15 | 1935    | Микола Рюмін                                          | 13½ із 17 (+ − =)                                           |                 |
| 16 | 1936    | Володимир Алаторцев Ілля Кан                          | 12 із 17 (+9 −2 =6) 12 із 17 (+9 −2 =6)                     | Кругова         |
| 17 | 1937    | Володимир Алаторцев Сергій Белавенець                 | 12 із 16 (+ − =) 12 із 16 (+ − =)                           |                 |
| 18 | 1938    | Сергій Белавенець Василь Смислов                      | 12½ із 17 (+ − =) 12½ із 17 (+ − =)                         |                 |
| 19 | 1939/40 | Андор Лілієнталь                                      | 10 із 13 (+ − =)                                            |                 |
| 20 | 1941    | Олександр Котов                                       | 9½ із 14 (+ − =)                                            |                 |
| 21 | 1941/42 | Ісаак Мазель                                          | 10½ із 14 (+ − =)                                           |                 |
| 22 | 1942    | Василь Смислов                                        | 12 із 15 (+10 −1 =4)                                        | Кругова         |
| 23 | 1943/44 | Михайло Ботвинник                                     | 13½ із 16 (+12 −1 =3)                                       | Кругова         |
| 24 | 1944/45 | Василь Смислов                                        | 13 із 16 (+10 −0 =6)                                        | Кругова         |
| 25 | 1946    | Давид Бронштейн                                       | 11½ із 15 (+10 −2 =3)                                       | Кругова         |
| 26 | 1947    | Давид Бронштейн Григорій Равинський Володимир Симагін | 9½ із 14 (+8 −3 =3) 9½ із 14 (+7 −2 =5) 9½ із 14 (+8 −3 =3) | Кругова         |
| 27 | 1949    | Юрій Авербах                                          | 12 із 15 (+9 −0 =6)                                         | Кругова         |
| 28 | 1950    | Юрій Авербах Олександр Чистяков                       | 11 із 15 (+ − =) 11 із 15 (+ − =)                           |                 |
| 29 | 1951    | Тигран Петросян                                       | 9½ із 12 (+ − =)                                            |                 |
| 30 | 1952    | Володимир Загоровський                                | 10 із 15 (+ − =)                                            |                 |
| 31 | 1953    | Давид Бронштейн                                       | 12½ із 15 (+ − =)                                           |                 |
| 32 | 1954    | Володимир Соловйов                                    | 9½ із 14 (+ − =)                                            |                 |
| 33 | 1955    | Євген Васюков                                         | 10½ із 15 (+ − =)                                           |                 |
| 34 | 1956    | Тигран Петросян Володимир Симагін                     | 10 із 15 (+6 −1 =8) 10 із 15 (+8 −3 =4)                     | Кругова         |
| 35 | 1957    | Давид Бронштейн                                       | 10½ із 12 (+10 −1 =1)                                       | Кругова         |
| 36 | 1958    | Євген Васюков                                         | 11½ із 15 (+ −0 =)                                          | Кругова         |
| 37 | 1959    | Володимир Симагін                                     | 12 із 15 (+10 −1 =4)                                        | Кругова         |
| 38 | 1960    | Євген Васюков                                         | 8 із 11 (+6 −1 =4)                                          | Кругова         |
| 39 | 1961    | Давид Бронштейн Леонід Шамкович                       | 11½ із 17 (+ − =) 11½ із 17 (+ − =)                         |                 |
| 40 | 1962    | Юрій Авербах Євген Васюков                            | 10 із 15 (+ − =) 10 із 15 (+ − =)                           | [ 7 ]           |
| 41 | 1963    | Анатолій Биховський                                   | 9½ із 14 (+ − =)                                            |                 |
| 42 | 1964    | Микола Бакулін                                        | 12 із 17 (+ − =)                                            |                 |
| 43 | 1965    | Лев Аронін                                            | 10½ із 15 (+ − =)                                           |                 |
| 44 | 1966    | Микола Бакулін                                        | 10½ із 15 (+ − =)                                           |                 |
| 45 | 1967    | Анатолій Волович                                      | 10½ із 13 (+ − =)                                           | Швейцарська     |
| 46 | 1968    | Давид Бронштейн Тигран Петросян                       | 10½ із 15 (+ − =) 10½ із 15 (+ − =)                         |                 |
| 47 | 1969    | Ігор Зайцев                                           | 7 із 10 (+ − =)                                             |                 |
| 48 | 1970    | Юрій Балашов                                          | 11½ із 15 (+ − =)                                           |                 |
| 49 | 1971    | В. Байков Ю. Котков Анатолій Лейн                     | 6 із 8 (+ − =) 6 із 8 (+ − =)                               | Швейцарська     |
| 50 | 1972    | Євген Васюков                                         | 11½ із 15 (+8 −0 =7)                                        | Кругова         |
| 51 | 1973    | Марк Дворецький                                       | 11½ із 15 (+ − =)                                           |                 |
| 52 | 1974    | Борис Гулько                                          | 13½ із 15 (+ − =)                                           |                 |
| 53 | 1975    | Карен Григорян                                        | 11 із 15 (+ − =)                                            |                 |
| 54 | 1976    | Сергій Макаричев Михайло Цейтлін                      | 11 із 15 (+ − =) 11 із 15 (+ − =)                           |                 |
| 55 | 1977    | Михайло Цейтлін                                       | 11 із 15 (+ − =)                                            |                 |
| 56 | 1978    | Євген Васюков                                         | 11 із 15 (+ − =)                                            |                 |
| 57 | 1979    | Карен Григорян                                        | 11 із 15 (+ − =)                                            |                 |
| 58 | 1980    | Анатолій Кременецький                                 | 10½ із 15 (+ − =)                                           |                 |
| 59 | 1981    | Валентин Арбаков Андрій Соколов                       | 10½ із (+ − =) 10½ із (+ − =)                               |                 |
| 60 | 1982    | Давид Бронштейн Наум Рашковський                      | 11½ із 17 (+6 −0 =11) 11½ із 17 (+6 −0 =11)                 | Кругова         |
| 61 | 1983    | Сергій Макаричев Євген Свєшніков                      | 12 із 17 (+ − =) 12 із 17 (+ − =)                           |                 |
| 62 | 1984    | Олексій Вижманавін                                    | 11½ із 15 (+9 −1 =5)                                        |                 |
| 63 | 1985    | Сергій Горєлов                                        | 11 із 15 (+ − =)                                            |                 |
| 64 | 1986    | Олексій Вижманавін Олексій Кузьмін                    | 10½ із 15 (+ − =) 10½ із 15 (+ − =)                         |                 |
| 65 | 1987    | Ратмір Холмов                                         | 10½ із 15 (+ − =)                                           |                 |
| 66 | 1988    | Георгій Тимошенко                                     | 10½ із 15 (+ − =)                                           |                 |
| 67 | 1989    | Євген Барєєв                                          | 5½ із 7 (+ − =)                                             |                 |
| 68 | 1990    | Євген Драгомарецький                                  | 9½ із 14 (+ − =)                                            |                 |
| 69 | 1991    | Євген Малютін                                         | 9½ із 13 (+ − =)                                            |                 |

## 1992 —2025
| №  | Рік  | Чемпіон(и)          | Результат          | Система турніру |
| -- | ---- | ------------------- | ------------------ | --------------- |
| 70 | 1992 | Олександр Морозевич | із (+ - =)         |                 |
| 71 | 1993 | Ілля Фрог           | 8½ із 11 (+ - =)   | Швейцарська     |
| 72 | 1994 | Олексій Мітенков    | із (+ - =)         |                 |
| 73 | 1995 | Олександр Рустемов  | із (+ - =)         |                 |
| 74 | 1996 | Юрій Якович         | 8½ із 11 (+ - =)   |                 |
| 75 | 1997 | Олександр Рустемов  | 7 із 9 (+ − =)     |                 |
| 76 | 1998 | Євген Наєр          | із (+ - =)         |                 |
| 77 | 1999 | Євген Воробйов      | із (+ - =)         |                 |
| 78 | 2000 | Володимир Косирєв   | із (+ - =)         |                 |
| 79 | 2001 | Валентин Арбаков    | із (+ - =)         |                 |
| 80 | 2002 | Андрій Харитонов    | із (+ - =)         | Нокаут-система  |
| 81 | 2003 | Євген Наєр          | із (+ - =)         | Нокаут-система  |
| 82 | 2004 | Фаррух Амонатов     | із (+ - =)         | Нокаут-система  |
| 83 | 2005 | Сергій Григорьянц   | із (+ - =)         |                 |
| 84 | 2006 | Олександр Рязанцев  | із (+ - =)         |                 |
| 85 | 2007 | Володимир Бєлов     | 4½ із 7 (+2 -0 =5) | Кругова         |
| 86 | 2008 | Борис Савченко      | із (+ - =)         |                 |
| 87 | 2009 | Євген Воробйов      | із (+ - =)         |                 |
| 88 | 2010 | Микола Чадаєв       | із (+ - =)         |                 |
| 89 | 2011 | Микола Чадаєв       | 4½ із 7 (+2 -0 =5) |                 |

## Литература
- Шахматы : энциклопедический словарь / гл. ред. А. Е. Карпов. — М.: Советская энциклопедия, 1990. — 624 с. — 100 000 экз. — ISBN 5-85270-005-3.
- Шахматный ежегодник. Том 2. 1936. Сост. Н.И.Греков и И. Л. Майзелис. Москва, Физкультура и Спорт, 1938
- Шахматы. Избранные партии и обзор за 1926 г., составитель А. Алехин. Вестник физической культуры, Харьков, 1927.